# Langtongspinnetje
Het langtongspinnetje (Diplostyla concolor) is een spinnensoort in de taxonomische indeling van de hangmatspinnen (Linyphiidae).
Het dier komt uit het geslacht Diplostyla. Diplostyla concolor werd in 1834 beschreven door Wider.